# Шахтна кліть

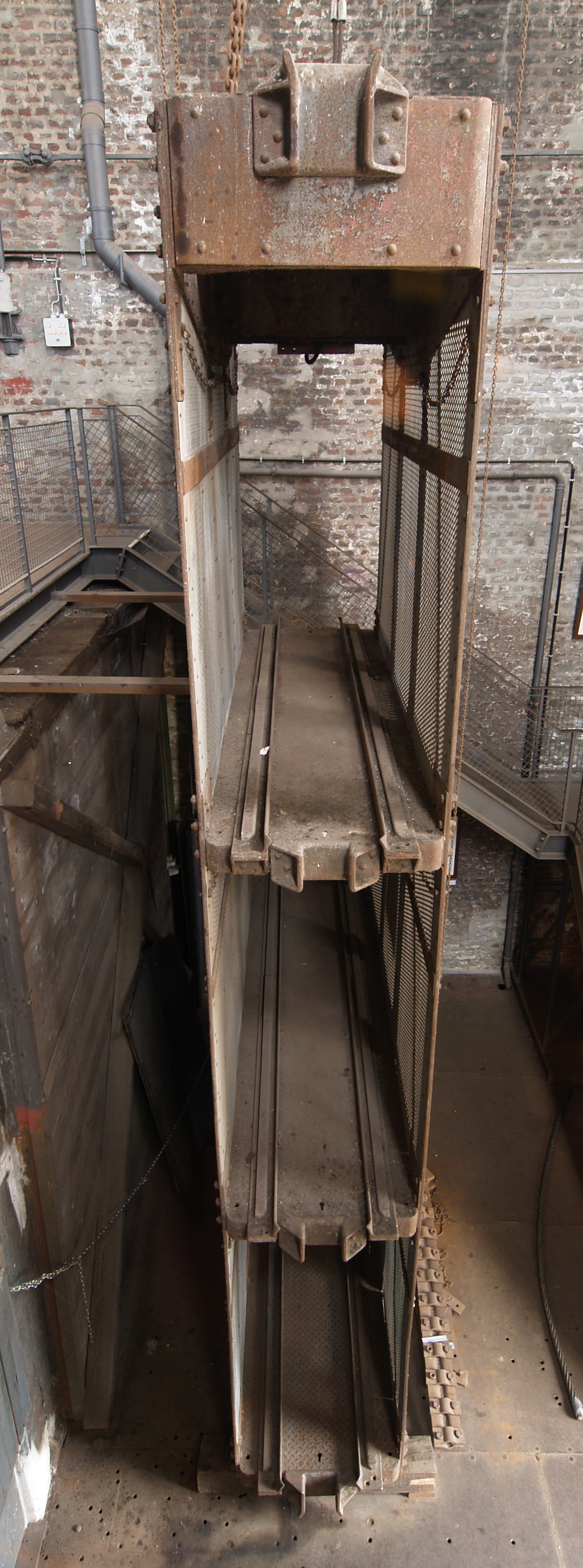
Триповерхова кліть

Шахтна кліть (англ. cage) — транспортна посудина, пристрій, яким по шахтному стовбуру піднімають на поверхню вагонетки з корисною копалиною або пустою породою, іншими вантажами, спускають і піднімають людей. Початок застосування — XVIII ст.
За призначенням кліті розділяють на вантажні, вантажолюдські і людські.
Як основні підіймальні посудини вони, як правило, застосовуються на неглибоких, обмеженої потужності і старих шахтах.
Розрізняють також перекидні і неперекидні шахтні кліті.
За кордоном широко застосовують шахтні кліті з числом поверхів до чотирьох (та більше).
На кожному ярусі перевозиться по декілька вагонеток, що розташовуються послідовно або паралельно. У таких шахтних клітях може розміщуватися 200—250 чол.